# Hesseneck
Hesseneck – dzielnica miasta Oberzent w Niemczech, w kraju związkowym Hesja, w rejencji Darmstadt, w powiecie Odenwald. Leży na styku 3 krajów związkowych: Hesji, Bawarii oraz Badenii-Wirtembergii. 
Do 31 grudnia 2017 była najmniejszą pod względem liczby ludności gminą Hesji. Następnego dnia połączona z miastem Beerfelden oraz gminami Rothenberg oraz Sensbachtal. 31 grudnia 2015 jako gmina liczyła 640 mieszkańców.

## Współpraca
Miejscowość partnerska:
- Weißenborn, Hesja